# Simon Eder
Simon Eder (* 23. února 1983 Zell am See) je rakouský reprezentant v biatlonu a dvojnásobný olympijský medialista, když byl na Zimních olympijských hrách 2010 ve Vancouveru členem rakouské stříbrné štafety a o čtyři roky v později v Soči ve stejné disciplíně bronzový.
Biatlonu se věnuje od roku 1996, kdy začal závodit v okolí svého rodného města. Ve světovém poháru debutoval v roce 2003 v Ruhpoldingu, kde nedokončil závod ve sprintu. Ve své dosavadní kariéře vyhrál ve světovém poháru tři individuální závody, poprvé v březnu 2009 závod s hromadným startem v Chanty-Mansijsku. Čtyřikrát zvítězil také v kolektivních závodech.

## Výsledky

### Olympijské hry a mistrovství světa
| Sezóna  | Akce | Místo                | SP  | SZ  | HZ  | IZ  | ŠT  | SŠT | SZD | Věk    |
| ------- | ---- | -------------------- | --- | --- | --- | --- | --- | --- | --- | ------ |
| 2006/07 | MS   | Anterselva           | –   | –   | –   | 68. | 6.  | –   | ×   | 23 let |
| 2007/08 | MS   | Östersund            | 33. | 23. | 15. | 20. | 4.  | –   | ×   | 24 let |
| 2008/09 | MS   | Pchjongčchang        | 8.  | 14. | 8.  | –   | 2.  | –   | ×   | 25 let |
| 2009/10 | ZOH  | Vancouver            | 11. | 4.  | 25. | 6.  | 2.  | ×   | ×   | 26 let |
| 2010/11 | MS   | Chanty-Mansijsk      | 17. | 14. | 9   | 17. | 9.  | –   | ×   | 27 let |
| 2011/12 | MS   | Ruhpolding           | 46. | 34. | –   | 23. | 5.  | –   | ×   | 28 let |
| 2012/13 | MS   | Nové Město na Moravě | 10. | 12. | 18. | 42. | 5.  | –   | ×   | 29 let |
| 2013/14 | ZOH  | Soči                 | 7.  | 8.  | 16. | 4.  | 3.  | –   | ×   | 30 let |
| 2014/15 | MS   | Kontiolahti          | 46. | 12. | 19. | 20. | 5.  | 5.  | ×   | 31 let |
| 2015/16 | MS   | Oslo                 | 27. | 16. | 11. | 3.  | 4.  | 5.  | ×   | 32 let |
| 2016/17 | MS   | Hochfilzen           | 22. | 12. | 3.  | 12. | 3.  | 9.  | ×   | 33 let |
| 2017/18 | ZOH  | Pchjongčchang        | 28. | 14. | 14. | 11. | 4.  | 10. | ×   | 34 let |
| 2018/19 | MS   | Östersund            | 15. | 10. | 7.  | DNF | 8.  | –   | –   | 35 let |
| 2019/20 | MS   | Anterselva           | 37. | 12. | –   | 40. | 6.  | –   | 6.  | 36 let |
| 2020/21 | MS   | Pokljuka             | 16. | 9.  | 4.  | 7.  | 10. | 2.  | 6.  | 37 let |
| 2021/22 | ZOH  | Peking               | 18. | 37. | 7.  | 20. | 10. | 10. | ×   | 38 let |
| 2022/23 | MS   | Oberhof              | 23. | 37. | –   | DNS | –   | 4.  | –   | 39 let |
| 2023/24 | MS   | Nové Město na Moravě | 62. | –   | 25. | 12. | 12. | 6.  | 9.  | 40 let |
| 2024/25 | MS   | Lenzerheide          | 26. | 32. | –   | 41. | 12. | 17. | 8.  | 41 let |

Poznámka: Výsledky z olympijských her se do hodnocení světového poháru nezapočítávají, výsledky z mistrovství světa se dříve započítávaly, od mistrovství světa v roce 2023 se nezapočítávají.

## Vítězství v závodech světového poháru

### Individuální
| Datum:          | Místo:                 | Disciplína:               |
| --------------- | ---------------------- | ------------------------- |
| 29. března 2009 | Chanty-Mansijsk, Rusko | závod s hromadným startem |
| 22. března 2014 | Oslo, Norsko           | stíhací závod             |
| 9. ledna 2016   | Ruhpolding, Německo    | stíhací závod             |

### Kolektivní
| Datum:             | Místo:               | Disciplína:          |
| ------------------ | -------------------- | -------------------- |
| 13. prosince 2009  | Hochfilzen, Rakousko | štafeta              |
| 9. ledna 2014      | Ruhpolding, Německo  | štafeta              |
| 12. března 2017    | Kontiolahti, Finsko  | smíšený závod dvojic |
| 26. listopadu 2017 | Östersund, Švédsko   | smíšený závod dvojic |